# 北京紅衛兵造反派五大領袖
北京紅衛兵造反派五大領袖，是指中國“文化大革命”期間，首都北京紅衛兵的五位主要領袖，包括北京大學的聶元梓、清華大學的蒯大富、北京航空學院的韓愛晶、北京師範大學的譚厚蘭、以及北京地質學院的王大賓。簡稱紅衛兵「五大領袖」。
1968年毛澤東派工宣隊進駐清华大学，制止清华大学百日大武斗，卻受到了蒯大富团派的抵制。因此1968年7月28日，毛澤東、林彪、周恩來、陳伯達、康生和中央文革小組成員接見了紅衛兵五大領袖，同紅衛兵五大領袖談話長達五個小時之久，中心意思就是批評紅衛兵，要他們听從指揮。并要求停止武斗，上交武器，拆除工事。
1970-1971年清查五一六期间，此五人陆续被隔离审查。1978後，他们都遭到逮捕，并最终被判處九到十七年不等刑期并剝奪政治權利等。